# 利用可能性ヒューリスティック
利用可能性ヒューリスティック（りようかのうせいヒューリスティック、英: availability heuristic）とは特定の話題、概念、方法、決定を評価する際に、その人の心に直接思い浮かぶ手短な事例に基づいてしまう心理的なショートカット傾向のことを指す。利用可能性バイアス（りようかのうせいバイアス、英: availability bias）とも呼ばれる。利用可能性ヒューリスティックが依拠しているものは、何かが思い出されるなら、「それは重要でなければならない」あるいは少なくとも「それほど容易に思い出されない代替案よりも重要でなければならない」というものである。そのため、利用可能性ヒューリスティックの下では、人々はより最近の情報に自分の判断の重きを置く傾向があり、新しい意見はそうした最新のニュースに基づいた偏ったものになる。
行動に関連する結果の利用可能性は、その行動の結果の大きさの認識と正の相関がある。言い換えれば、何かの結果を思い出すことが容易であればあるほど、その結果がより大きく認識されることが多い。最も顕著なのは、人はあることに関連することを思い浮かべる際に想起の困難さによってその意味合いが疑問視されない場合、しばしば記憶の内容に依存することである。

## 概要と歴史
1960年代後半から1970年代前半にかけて、エイモス・トヴェルスキーとダニエル・カーネマンは、不確実な状況下での判断に用いられる「ヒューリスティックとバイアス」を検証する一連の論文に取り組み始めた。それ以前は、人間の判断に関する分野では、人間は合理的な判断を行う行為者であるという見解が主流であった。しかし、カーネマンとトヴェルスキーは、不確実な状況下での判断は、大規模なアルゴリズム処理ではなく、限られた数の単純化されたヒューリスティックに依存することが多いことを明らかにした。間もなく、この考えは学術的な心理学にとどまらず、法律、医学、政治学にも広まり、判断が理想化されたモデルの記述的妥当性に疑問を投げかけ、動機づけられた不合理性を呼び起こすことなく人間の誤りを説明する認知プロセスへの洞察を提供した 。人々が頼る可能性のある単純化戦略の1つは、ある事象の頻度について、どれだけ多くの類似の事例が思い浮かぶかに基づいて判断する傾向である。1973年にエイモス・トヴェルスキーとダニエル・カーネマンがこの現象を初めて研究し、「利用可能性ヒューリスティック」と名づけた。利用可能性ヒューリスティックとは、特定の話題、概念、方法、または決定を評価する際に、特定の人の頭に浮かぶ即時的な例に依存する心理的なショートカット傾向のことである。以下のように、人々は容易に利用できる事実を用いて、比較的離れた概念に基づいて信念を持つ傾向がある。このヒューリスティックについては多くの研究がなされているが、この問題に関する研究は、根本的な過程に関してまだ疑問が残されている。想起しやすいという主観的な経験を増やすことを意図した操作は、想起量にも影響を与える可能性が高いことが研究で示されている。さらに、このことは、得られた頻度、可能性、典型性の推定が、参加者の現象的な経験に基づいているのか、それとも偏った想起情報のサンプルに基づいているのかを判断することを難しくしている。
しかし、一部の教科書では「人の判断は常に頭に浮かんだことに基づいている」として利用可能性ヒューリスティックを示し、後者の解釈を選択している。例えば、英語の中でtとkのどちらを含む単語が多いかと問われた場合、その人はおそらくtで始まる単語を多く思い浮かべることができ、kよりも頻度が高いと結論付ける可能性が高い。例えばこの英語版Wikipediaの記事自体においては、kが含まれる言葉は「likely」「make」「take」「ask」「work」そして「Wikipedia」といった言葉は複数あるが、（名前はさておき）頭文字がKの言葉は数個だけである。「know」と 「key」である。